# セスナ 140

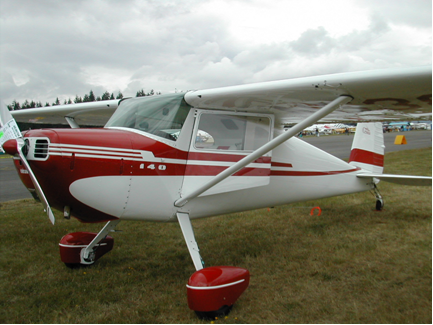
I型支柱に変更後のセスナ 140A

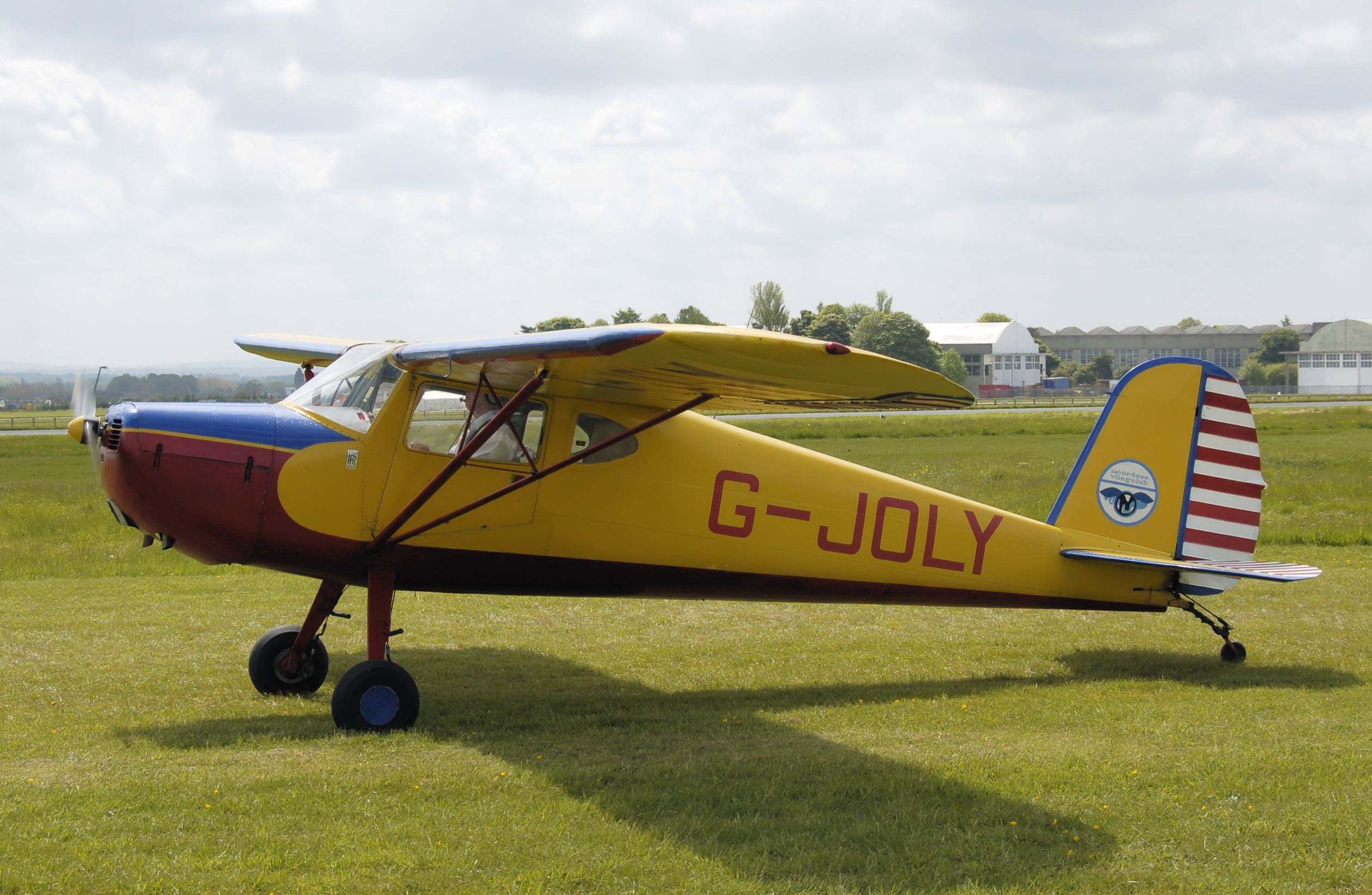
1946年のセスナ 120

セスナ 140（Cessna 140）は第二次世界大戦後の1946年に生産が開始され、1950年まで生産されたアメリカ合衆国の軽飛行機である。派生型に廉価版のセスナ 120と4座席のセスナ 170がある。5年間に7,664機が販売された。
85hpまたは90hpのコンチネンタル水平対向空冷4気筒エンジンを装備した単発高翼機である。金属製の胴体に羽布張りの機体として生産が始められた。1946年の販売価格はUS$3,495であった。1949年に翼を金属製に改め、翼支柱をV型支柱からI型支柱に変更したセスナ 140Aの生産が始められた。セスナ 120はフラップやD形状のサイドウィンドー、電装部品（ライトやスターターなど）を省略した廉価版である。エンジンを強化してサイズを大きくして4座席としたのがセスナ 170である。
5年間の生産の間に、定期的な翼の羽布の交換をやめるために翼の金属化や、急ブレーキをかけた時の前のめりになるのを防ぐために主脚にエクステンダーが追加されるなどの改造が行われた。セスナ 120については不評であった視界の問題からDウィンドーの追加、電装品の取り付けが行われた。
後継機は3車輪式の主脚に改めたセスナ 150である。

## 要目（セスナ 120、セスナ 140）
- 乗員: 1名
- 乗客: 1名
- 全長: 6.6 m
- 全巾; 10.25 m
- 全高: 1.92 m
- 空虚重量: 349kg（セスナ120）403kg（セスナ140）
- 最大離陸重量: 658 kg
- エンジン: 1× コンチネンタル C-86-12
- 出力 85 hp (63 kW)

- 最大速度: 203 km/h
- 巡航速度: 174 km/h
- 失速速度: 72 km/h
- 巡航高度：4,700 m
- 航続距離：732 km
- 上昇率：209m/min